# الهدى (ثقيف)
الهدى قرية سعودية، تتبع مركز ثقيف التابع لمحافظة الطائف في منطقة مكة المكرمة. تقع جنوب الطائف بمسافة تقارب (145) كم.